# Числа Прота
Числа Прота — натуральні числа N виду {\displaystyle N=k\cdot 2^{n}+1}, де {\displaystyle k} є непарним додатним цілим числом і {\displaystyle n} — додатне ціле число, таке що {\displaystyle k<2^{n}}. Без останньої умови числами Прота були б усі непарні цілі числа більші за 1.
Названі на честь французького математика Франсуа Прота (1852—1879).
Перші числа Прота:
3, 5, 9, 13, 17, 25, 33, 41, 49, 57, 65, 81, 97, 113, 129, 145, 161, 177, 193, 209, 225 (послідовність A080075 з Онлайн енциклопедії послідовностей цілих чисел, OEIS)
Числа Прота, що є простими числами, називаються простими Прота. Декілька найменших простих Прота:
3, 5, 13, 17, 41, 97, 113, 193, 241, 257, 353, 449, 577, 641, 673, 769, 929, 1153, 1217, 1409, 1601, 2113, 2689, 2753, 3137, 3329, 3457, 4481, 4993, 6529, 7297, 7681, 7937, 9473, 9601, 9857 (послідовність A080076 з Онлайн енциклопедії послідовностей цілих чисел, OEIS)

## Тест на простоту
Досі залишається відкритим питання, чи скінчена множина простих чисел Прота. Простоту чисел Прота перевірити легше, ніж багатьох інших чисел подібного розміру. Теорема Прота стверджує, що число Прота {\displaystyle p} є простим, тільки якщо існує ціле {\displaystyle a}, для якого справедливе наступне порівняння:
{\displaystyle a^{\frac {p-1}{2}}\equiv -1\ {\pmod {p}}}.
Цю теорему можна застосовувати як імовірнісний тест простоти шляхом перевірки чи {\displaystyle a^{\frac {p-1}{2}}\equiv -1\ {\pmod {p}}} для випадкових значень {\displaystyle a}. Якщо це не виконується для кількох випадкових {\displaystyle a}, то дуже ймовірно, що число {\displaystyle p} є складеним. Так працює алгоритм Лас-Вегас: він ніколи не повертає хибно-позитивний результат, але може повертати хибно-негативний; іншими словами, він ніколи не повідомляє про складене число, що воно "ймовірно просте", але може повідомляти про просте число, що воно "можливо складене".

## Великі прості Прота
Станом на 2022 рік найбільшим відомим простим числом Прота було {\displaystyle 10223\cdot 2^{31172165}+1}, яке містить 9 383 761 цифр. Його знайшов Петер Сабольч (Peter Szabolcs) у підпроєкті Seventeen or Bust проєкту добровільних обчислень PrimeGrid 31 жовтня 2016 року. До того ж воно є найбільшим відомим простим числом, що не є числом Мерсенна.
Числа Каллена {\displaystyle (n\cdot 2^{n}+1)} і числа Ферма {\displaystyle (2^{2^{n}}+1)} являють собою окремі випадки чисел Прота.
Оскільки кожен дільник числа Ферма {\displaystyle F_{n}} при {\displaystyle n>2} завжди має бути виду {\displaystyle k\cdot 2^{n+2}+1} (Ейлер, Люка, 1878), то коли знайдено просте Прота, зазвичай одразу перевіряють, чи не ділить це просте якесь із чисел Ферма.